# على بن حسن المصراتي
على بن حسن المقصبى المصراتى (1895- 1954) شاعر ومجاهد ليبي، ولد في مدينة مصراتة، وشارك في معارك كثيرة ضد الغزو الإيطالي لليبيا من بينها معركة الهاني بطرابلس، ومعركة قصر أحمد، ورأس الطوبة، وجرف المقاصبة في مصراتة، ومعركة القرضابية في سرت. هاجر إلى تونس ليعود بعدها إلى ليبيا وتحديداً إلى مدينة مصراتة.
عانى الشاعر أثناء حياته مما أثر على شعره حيث جسد هذه المعاناة في أغلب قصائده، وكتب ديواناَ بخط يده، إذ يعتبر أول شاعر شعبي ليبي يكتب ديوانه بخط يده، ولديه الكثير من القصائد الشعرية ومن أشهرها هني بال، وفقدنا فارس 1923، ولي عين.
توفي في مدينة مصراتة عام 1954.